# Havran (Balıkesir)
Havran város az azonos nevű körzetben, Törökország északnyugati részén, Balıkesir tartományban, a Márvány-tenger partján fekszik, a tengerszint feletti magassága 33 m. Az ókortól a mai napig aranyat bányásznak a környéken.

## Történelem
Havran neve valószínű az Aureline nevű ősi településéből ered (jelentése: arany).
1949-ben K. Kökten török régész munkatársaival – Inönü falutól 1,5 km-re délkeletre – az İnboğazı barlang ásatási munkái során, neolitikus és késő kőrézkori fekete és barna színű, karcolt díszítésű agyagedények cserepeit hozta a felszínre.
Havran első lakói a pelaszgok voltak, de i. e. 546-ban – a Lüd állammal együtt – a perzsák lerombolták.
Később, i. e. 282-ben ez a térség is a Pergamoni birodalom uralma alá került.
1280-ban a körzetet az anatóliai Karasi bej foglalta el, majd az Oszmán Birodalom része lett.
A településen született Seyit Ali Çabuk (ismertebb nevén: Seyit tizedes), aki az I. világháborúban a çanakkale-i fronton hősiesen harcolt a török hadseregben (az antant csapatok állandó tüze mellett 3 darab 275 kg-os tüzérségi lőszerrel súlyosan megrongálta a támadó csatahajókat).

## Gazdaság
A körzet fő gazdasági tevékenysége az olajbogyó-termesztés és -feldolgozás, valamint a mandarin, a citrom és a tejipar említendő még.

## Közlekedés
Távolságok Havran településhez képest: Ankara (580), Balıkesir (78), Bandırma (168), Susurluk (125) km messzire található.

## Demográfiai adatok
| év   | összesen | város | falu  |
| ---- | -------- | ----- | ----- |
| 1965 | 22683    | 7205  | 15478 |
| 1970 | 23775    | 7641  | 16134 |
| 1975 | 24060    | 7552  | 16508 |
| 1980 | 24872    | 8067  | 16805 |
| 1985 | 26318    | 9761  | 16557 |
| 1990 | 25711    | 8878  | 16833 |
| 2000 | 26782    | 10122 | 16660 |
| 2007 | 27711    | 10531 | 17180 |
| 2008 | 28158    | 10713 | 17445 |
| 2009 | 27918    | 10671 | 17247 |
| 2010 | 28050    | 10766 | 17284 |
| 2011 | 28050    | 10844 | 17206 |
| 2012 | 28060    | 11001 | 17059 |

## Fordítás
- Ez a szócikk részben vagy egészben  a   Havran című török Wikipédia-szócikk fordításán alapul.  Az eredeti cikk szerkesztőit annak laptörténete sorolja fel. Ez a jelzés csupán a megfogalmazás eredetét és a szerzői jogokat jelzi, nem szolgál a cikkben szereplő információk forrásmegjelöléseként.